# 聖赫羅尼莫 (下維拉帕斯省)
聖赫羅尼莫（西班牙語：San Jerónimo），是危地馬拉的城鎮，位於該國中部，由下維拉帕斯省負責管轄，始建於十一世紀，面積464平方公里，海拔高度1,728米，2002年人口17,469，人口密度每平方公里37.65人。